# Brian Giles
Brian Stephen Giles (né le 20 janvier 1971 à El Cajon, Californie, États-Unis) est un ancien joueur de champ extérieur au baseball qui a joué dans les Ligues majeures de 1995 à 2009 pour les Indians de Cleveland, les Pirates de Pittsburgh et les Padres de San Diego.

## Carrière
Brian Giles est un choix de 17e ronde des Indians de Cleveland en 1989. Il fait ses débuts dans les majeures avec les Indians le 19 septembre 1995. Il maintient une moyenne au bâton de,284 en 299 parties jouées pour Cleveland de 1995 à 1998. L'équipe atteint la Série mondiale 1997 et Giles frappe deux coups sûrs en quatre présences au bâton, en plus de produire deux points, lors de la finale perdue par les Indians face aux Marlins de la Floride.
Après la saison 1998, Giles est échangé aux Pirates de Pittsburgh pour le lanceur gaucher Ricardo Rincon. Le voltigeur s'impose avec une moyenne au bâton de,315 à sa première année avec sa nouvelle équipe, en 1999. En 2000 et 2001, il est invité au match des étoiles du baseball majeur. 
Lors de son séjour à Pittsburgh, qui se termine en 2003, Giles n'a jamais frappé dans une moyenne inférieure à ,298 en une saison, franchissant trois fois le seuil du,300 de moyenne. Au cours de ces quatre années, il reçoit des votes pour le titre de joueur par excellence de la Ligue nationale, sans gagner toutefois. Il franchit trois fois le plateau des 100 points produits par année, dont un sommet personnel de 123 lors de la saison 2000. Il connaît également quatre saisons consécutives de 30 coups de circuit ou plus, dont un sommet de 39 en 1999. En 2002, il est second dans la Ligue nationale avec une moyenne de puissance de,622, devancé seulement par Barry Bonds.
Le 26 août 2003, les Pirates échangent Brian Giles aux Padres de San Diego pour le lanceur Oliver Perez et le futur voltigeur étoile Jason Bay. En 2004, il produit 94 points. En 2005, il frappe pour,301 et mène les majeures avec 119 buts-sur-balles. En 2008 il maintient une moyenne au bâton de,306.
Handicapé par de l'arthrite au genou droit, il joue peu en 2009. Il signe un contrat des ligues mineures avec les Dodgers de Los Angeles et est invité à leur camp d'entraînement en 2010, mais annonce en mars sa retraite de joueur, à l'âge de 39 ans.
Brian Giles a joué 1 847 parties dans les Ligues majeures, frappant 1 897 pour une moyenne au bâton de,291. Il a réussi 287 coups de circuit, produit 1 078 points et marqué 1 121 points. Il compte également 411 doubles et 109 buts volés et 1 183 buts-sur-balles. Sa moyenne de présence sur les buts en 15 saisons est de,400 et sa moyenne de puissance s'élève à ,502.
Son frère Marcus Giles, un joueur de champ intérieur, a lui aussi évolué dans les majeures, de 2001 à 2007.